# Stantonia gracilis
Stantonia gracilis är en stekelart som beskrevs av Van Achterberg 1987. Stantonia gracilis ingår i släktet Stantonia och familjen bracksteklar. Inga underarter finns listade i Catalogue of Life.